# Кир Јања (ТВ филм)
„Кир Јања” је југословенски ТВ филм из 1963. године. Режирао га је Миодраг Седлар а сценарио је написао Васа Поповић по делу Јована Стерије Поповића.

## Улоге
| Глумац             | Улога         |
| ------------------ | ------------- |
| Станко Буханац     | Кир Дима      |
| Зоран Радмиловић   | Мишић Нотарош |
| Жижа Стојановић    | Јуца          |
| Михајло Викторовић | Кир Јања      |
| Милорад Миша Волић | Слуга Петар   |
| Бранка Зорић       | Катица        |